# Storselet (Arjeplogs socken, Lappland)
Storselet är en sjö i Arjeplogs kommun i Lappland och ingår i Skellefteälvens huvudavrinningsområde. Sjön har en area på 1,19 kvadratkilometer och ligger 646,2 meter över havet. Sjön avvattnas av vattendraget Ruonekjåkkå.

## Delavrinningsområde
Storselet ingår i det delavrinningsområde (738191-151146) som SMHI kallar för Utloppet av Storselet. Medelhöjden är 859 meter över havet och ytan är 12,58 kvadratkilometer. Räknas de 16 avrinningsområdena uppströms in blir den ackumulerade arean 350,34 kvadratkilometer. Ruonekjåkkå som avvattnar avrinningsområdet har biflödesordning 2, vilket innebär att vattnet flödar genom totalt 2 vattendrag innan det når havet efter 368 kilometer. Avrinningsområdet består mestadels av skog (28 procent) och kalfjäll (59 procent). Avrinningsområdet har 1,18 kvadratkilometer vattenytor vilket ger det en sjöprocent på 9,4 procent.